# Akutagawa-priset

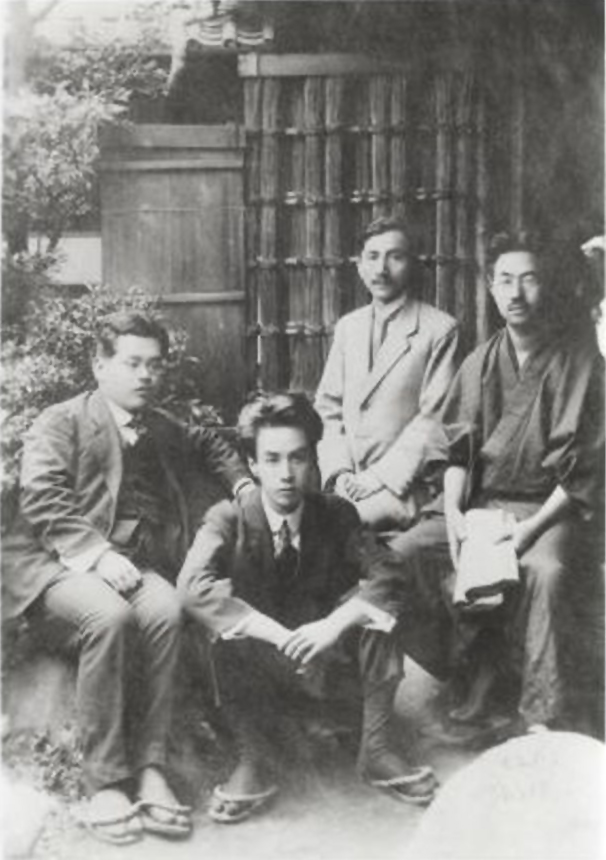
Gruppbild 1919. Kikuchi längst till vänster med Akutagawa närmast bredvid

Akutagawa-priset (japanska: 芥川龍之介賞,?, Akutagawa Ryūnosuke shō) är ett japanskt litteraturpris som delas ut två gånger vartannat år till minne av författaren Akutagawa Ryunosuke. Priset instiftades 1935 av tidskriften Bungeishunju (utgiven av förlaget med samma namn) och dess redaktör, författaren Kikuchi Kan.
Priset, som brukar anses vara ett av Japans allra mest prestigefyllda, sponsras numera av det japanska litteratursamfundet Bunshun, och delas ut för ett nypublicerat verk av en författare i början av karriären. Genom åren har juryn premierat korta tidningsföljtetonger och noveller framför romaner. Pristagare får ett armbandsur och en miljon yen.
Juryn utser pristagaren genom konsensusbeslut, och när konsensus inte kunnat uppnås utses heller ingen vinnare. Mellan 1945 och 1948 låg prisutdelningen nere.
Den första pristagaren var Ishikawa Tatsuzō för Sōbō (蒼氓). De yngsta pristagarna någonsin var Wataya Risa (19) och Kanehara Hitomi (20), båda år 2003. Bland pristagarna återfinns också senare nobelpristagaren Kenzaburo Oe.